# 10596 Stevensimpson
10596 Stevensimpson eller 1996 TS är en asteroid i huvudbältet som upptäcktes 4 oktober 1996 av den amerikanske astronomen Dennis di Cicco i Sudbury i Massachusetts. Den är uppkallad efter Steven Simpson.
Asteroiden har en diameter på ungefär 5 kilometer och den tillhör asteroidgruppen Koronis.